# قائمة وزراء الداخلية (مصر)
قائمة نظار / وزراء الداخلية في مصر. يعود تاريخ هذه الوزارة إلى بداية النظام الوزاري في مصر عام 1878 وكان وزراؤها في بادئ الأمر لا ينتمون إلى جهاز الأمن الشرطي وكانت من الحقائب التي يتم تداولها بين كبار السياسيين وعلى الغالب رؤساء مجلس الوزراء أنفسهم باستثناء اللواء / عبد العظيم فهمي، ولكن في عهد الرئيس السادات ومنذ 14 مايو 1971 اختلف الوضع وبدأ يتعاقب على تلك الوزارة المنتمين إلى جهاز الأمن الشرطي فقط اعتباراً من الوزير ممدوح سالم.:343:360

## دليل ألوان
- نظارة الداخلية
- وزارة الداخلية

## القائمة
| الترتيب                              | الناظر / الوزير                                                                                               | اسم الوزارة                                                                          | الفترات (طبقاً لتشكيل الوزارة)          | الوزارة                                                                             | رئيس مجلس النظار / الوزراء                         |
| ------------------------------------ | --- | ------------------------------------------------------------------------------------ | -------------------------------------- | ----------------------------------------------------------------------------------- | -------------------------------------------------- |
|                                      | مصطفى رياض باشا                                                                                               | ناظر الداخلية                                                                        | من: 28 أغسطس 1878 حتى: 23 فبراير 1879  | نظارة نوبار باشا الأولى                                                             | نوبار باشا                                         |
|                                      | مصطفى رياض باشا                                                                                               | من: 10 مارس 1879 حتى: 7 أبريل 1879                                                   | نظارة محمد توفيق باشا الأولى           | الأمير محمد توفيق باشا                                                              |                                                    |
|                                      | محمد شريف باشا                                                                                                |                                                                                      | من: 7 أبريل 1879 حتى: 5 يوليو 1879     | نظارة محمد شريف باشا الأولى                                                         | محمد شريف باشا                                     |
|                                      | محمد شريف باشا                                                                                                | من: 5 يوليو 1879 حتى: 18 أغسطس 1879                                                  | نظارة محمد شريف باشا الثانية           |                                                                                     | محمد شريف باشا                                     |
|                                      | منصور باشا |                                                                                      | من: 18 أغسطس 1879 حتى: 21 سبتمبر 1879  | نظارة محمد توفيق باشا الثانية                                                       | الخديوي توفيق                                      |
|                                      | مصطفى رياض باشا                                                                                               |                                                                                      | من: 21 سبتمبر 1879 حتى: 10 سبتمبر 1881 | نظارة مصطفى رياض باشا الأولى                                                        | مصطفى رياض باشا                                    |
|                                      | محمد شريف باشا                                                                                                |                                                                                      | من: 14 سبتمبر 1881 حتى: 4 فبراير 1882  | نظارة محمد شريف باشا الثالثة                                                        | محمد شريف باشا                                     |
|                                      | محمود سامي البارودي باشا                                                                                      |                                                                                      | من: 4 فبراير 1882 حتى: 26 مايو 1882    | نظارة محمود سامي البارودي باشا                                                      | محمود سامي البارودي باشا                           |
|                                      | أحمد رشيد باشا                                                                                                |                                                                                      | من: 17 يونيو 1882 حتى: 21 أغسطس 1882   | نظارة إسماعيل راغب باشا                                                             | إسماعيل راغب باشا                                  |
|                                      | مصطفى رياض باشا                                                                                               |                                                                                      | من: 21 أغسطس 1882 حتى: 10 ديسمبر 1882  | نظارة محمد شريف باشا الرابعة                                                        | محمد شريف باشا                                     |
|                                      | إسماعيل أيوب باشا                                                                                             |                                                                                      | من: 10 ديسمبر 1882 حتى: 23 مايو 1883   | نظارة محمد شريف باشا الرابعة                                                        | محمد شريف باشا                                     |
|                                      | أحمد خيري باشا                                                                                                |                                                                                      | من: 23 ديسمبر 1883 حتى: 10 يناير 1884  | نظارة محمد شريف باشا الرابعة                                                        | محمد شريف باشا                                     |
|                                      | محمد ثابت باشا                                                                                                |                                                                                      | من: 10 يناير 1884 حتى: 10 مارس 1884    | نظارة نوبار باشا الثانية                                                            | نوبار باشا                                         |
|                                      | نوبار باشا |                                                                                      | من: 10 مارس 1884 حتى: 27 مارس 1884     | نظارة نوبار باشا الثانية                                                            | نوبار باشا                                         |
|                                      | عبد القادر حلمي باشا                                                                                          |                                                                                      | من: 27 مارس 1884 حتى: 10 مارس 1887     | نظارة نوبار باشا الثانية                                                            | نوبار باشا                                         |
|                                      | مصطفى فهمي باشا                                                                                               |                                                                                      | من: 10 مارس 1887 حتى: 9 يونيو 1888     | نظارة نوبار باشا الثانية                                                            | نوبار باشا                                         |
|                                      | مصطفى رياض باشا                                                                                               |                                                                                      | من: 9 يونيو 1888 حتى: 12 مايو 1891     | نظارة مصطفى رياض باشا الثانية                                                       | مصطفى رياض باشا                                    |
|                                      | مصطفى فهمي باشا                                                                                               |                                                                                      | من: 14 مايو 1891 حتى: 17 يناير 1892    | نظارة مصطفى فهمي باشا الأولى                                                        | مصطفى فهمي باشا                                    |
|                                      | مصطفى فهمي باشا                                                                                               | من: 17 يناير 1892 حتى: 15 يناير 1893                                                 | نظارة مصطفى فهمي باشا الثانية          |                                                                                     | مصطفى فهمي باشا                                    |
|                                      | حسين فخري باشا                                                                                                |                                                                                      | من: 15 يناير 1893 حتى: 18 يناير 1893   | نظارة حسين فخري باشا                                                                | حسين فخري باشا                                     |
|                                      | مصطفى رياض باشا                                                                                               |                                                                                      | من: 19 يناير 1893 حتى: 15 أبريل 1894   | نظارة مصطفى رياض باشا الثالثة                                                       | مصطفى رياض باشا                                    |
|                                      | نوبار باشا |                                                                                      | من: 15 أبريل 1894 حتى: 12 نوفمبر 1895  | نظارة نوبار باشا الثالثة                                                            | نوبار باشا                                         |
|                                      | مصطفى فهمي باشا                                                                                               |                                                                                      | من: 12 نوفمبر 1895 حتى: 11 نوفمبر 1908 | نظارة مصطفى فهمي باشا الثالثة                                                       | مصطفى فهمي باشا                                    |
|                                      | بطرس غالي باشا                                                                                                |                                                                                      | من: 12 نوفمبر 1908 حتى: 21 فبراير 1910 | نظارة بطرس غالي باشا                                                                | بطرس غالي باشا                                     |
|                                      | محمد سعيد باشا                                                                                                |                                                                                      | من: 23 فبراير 1910 حتى: 5 أبريل 1914   | نظارة محمد سعيد باشا الأولى                                                         | محمد سعيد باشا                                     |
|                                      | حسين رشدي باشا                                                                                                |                                                                                      | من: 5 أبريل 1914 حتى: 9 أبريل 1919     | نظارة حسين رشدي باشا الأولى                                                         | حسين رشدي باشا                                     |
|                                      | حسين رشدي باشا                                                                                                | وزارة حسين رشدي باشا الثانية                                                         | من: 5 أبريل 1914 حتى: 9 أبريل 1919     | حسين رشدي باشا                                                                      |                                                    |
|                                      | حسين رشدي باشا                                                                                                | وزارة حسين رشدي باشا الثالثة                                                         | من: 5 أبريل 1914 حتى: 9 أبريل 1919     | حسين رشدي باشا                                                                      |                                                    |
|                                      | عدلي يكن باشا                                                                                                 |                                                                                      | من: 9 أبريل 1919 حتى: 22 أبريل 1919    | حسين رشدي باشا                                                                      | وزارة حسين رشدي باشا الرابعة                       |
|                                      | محمد سعيد باشا                                                                                                |                                                                                      | من: 20 مايو 1919 حتى: 20 نوفمبر 1919   | وزارة محمد سعيد باشا الثانية                                                        | محمد سعيد باشا                                     |
|                                      | محمد توفيق نسيم باشا                                                                                          |                                                                                      | من: 20 نوفمبر 1919 حتى: 16 مارس 1921   | وزارة يوسف وهبة باشا                                                                | يوسف وهبة باشا                                     |
|                                      | محمد توفيق نسيم باشا                                                                                          | وزارة محمد توفيق نسيم باشا الأولى                                                    | من: 20 نوفمبر 1919 حتى: 16 مارس 1921   | محمد توفيق نسيم باشا                                                                |                                                    |
|                                      | عبد الخالق ثروت باشا                                                                                          |                                                                                      | من: 16 مارس 1921 حتى: 29 نوفمبر 1922   | وزارة عدلي يكن باشا الأولى                                                          | عدلي يكن باشا                                      |
|                                      | عبد الخالق ثروت باشا                                                                                          | وزارة عبد الخالق ثروت باشا الأولى                                                    | من: 16 مارس 1921 حتى: 29 نوفمبر 1922   | عبد الخالق ثروت باشا                                                                |                                                    |
|                                      | محمد توفيق نسيم باشا                                                                                          |                                                                                      | من: 30 نوفمبر 1922 حتى: 9 فبراير 1923  | وزارة محمد توفيق نسيم باشا الثانية                                                  | محمد توفيق نسيم باشا                               |
|                                      | يحيي إبراهيم باشا                                                                                             |                                                                                      | من: 15 مارس 1923 حتى: 27 يناير 1924    | وزارة يحيى إبراهيم باشا                                                             | يحيي إبراهيم باشا                                  |
|                                      | سعد زغلول باشا                                                                                                |                                                                                      | من: 28 يناير 1924 حتى: 24 أكتوبر 1924  | وزارة سعد زغلول باشا                                                                | سعد زغلول باشا                                     |
|                                      | محمد فتح الله بركات باشا                                                                                      |                                                                                      | من: 24 أكتوبر 1924 حتى: 24 نوفمبر 1924 | وزارة سعد زغلول باشا                                                                | سعد زغلول باشا                                     |
|                                      | أحمد زيور باشا                                                                                                |                                                                                      | من: 24 نوفمبر 1924 حتى: 9 ديسمبر 1924  | وزارة أحمد زيور باشا الأولى                                                         | أحمد زيور باشا                                     |
|                                      | إسماعيل صدقي باشا                                                                                             |                                                                                      | من: 9 ديسمبر 1924 حتى: 12 سبتمبر 1925  | وزارة أحمد زيور باشا الأولى                                                         | أحمد زيور باشا                                     |
|                                      | إسماعيل صدقي باشا                                                                                             | وزارة أحمد زيور باشا الثانية                                                         | من: 9 ديسمبر 1924 حتى: 12 سبتمبر 1925  |                                                                                     | أحمد زيور باشا                                     |
|                                      | محمد حلمي عيسى باشا                                                                                           |                                                                                      | من: 12 سبتمبر 1925 حتى: 30 نوفمبر 1925 | وزارة أحمد زيور باشا الثانية                                                        | أحمد زيور باشا                                     |
|                                      | أحمد زيور باشا                                                                                                |                                                                                      | من: 30 نوفمبر 1925 حتى: 7 يونيو 1926   | وزارة أحمد زيور باشا الثانية                                                        | أحمد زيور باشا                                     |
|                                      | عدلي يكن باشا                                                                                                 |                                                                                      | من: 7 يونيو 1926 حتى: 21 أبريل 1927    | وزارة عدلي يكن باشا الثانية                                                         | عدلي يكن باشا                                      |
|                                      | عبد الخالق ثروت باشا                                                                                          |                                                                                      | من: 25 أبريل 1927 حتى: 16 مارس 1928    | وزارة عبد الخالق ثروت باشا الثانية                                                  | عبد الخالق ثروت باشا                               |
|                                      | مصطفى النحاس باشا                                                                                             |                                                                                      | من: 16 مارس 1928 حتى: 25 يونيو 1928    | وزارة مصطفى النحاس باشا الأولى                                                      | مصطفى النحاس باشا                                  |
|                                      | محمد محمود باشا                                                                                               |                                                                                      | من: 25 يونيو 1928 حتى: 2 أكتوبر 1929   | وزارة محمد محمود باشا الأولى                                                        | محمد محمود باشا                                    |
|                                      | عدلي يكن باشا                                                                                                 |                                                                                      | من: 3 أكتوبر 1929 حتى: 1 يناير 1930    | وزارة عدلي يكن باشا الثالثة                                                         | عدلي يكن باشا                                      |
|                                      | مصطفى النحاس باشا                                                                                             |                                                                                      | من: 1 يناير 1930 حتى: 19 يونيو 1930    | وزارة مصطفى النحاس باشا الثانية                                                     | مصطفى النحاس باشا                                  |
|                                      | إسماعيل صدقي باشا                                                                                             |                                                                                      | من: 19 يونيو 1930 حتى: 13 مارس 1933    | وزارة إسماعيل صدقي باشا الأولى                                                      | إسماعيل صدقي باشا                                  |
| وزارة إسماعيل صدقي باشا الثانية      | إسماعيل صدقي باشا                                                                                             |                                                                                      | من: 19 يونيو 1930 حتى: 13 مارس 1933    |                                                                                     | إسماعيل صدقي باشا                                  |
|                                      | محمود فهمي القيسي باشا                                                                                        | من: 13 مارس 1933 حتى: 14 نوفمبر 1934                                                 | وزارة إسماعيل صدقي باشا الثانية        |                                                                                     | إسماعيل صدقي باشا                                  |
| وزارة عبد الفتاح يحيي باشا           | محمود فهمي القيسي باشا                                                                                        | من: 13 مارس 1933 حتى: 14 نوفمبر 1934                                                 | عبد الفتاح يحيي باشا                   |                                                                                     |                                                    |
|                                      | محمد توفيق نسيم باشا                                                                                          | من: 14 نوفمبر 1934 حتى: 30 يناير 1936                                                | وزارة محمد توفيق نسيم باشا الثالثة     | محمد توفيق نسيم باشا                                                                |                                                    |
|                                      | علي ماهر باشا                                                                                                 | من: 30 يناير 1936 حتى: 9 مايو 1936                                                   | وزارة علي ماهر باشا الأولى             | علي ماهر باشا                                                                       |                                                    |
|                                      | مصطفى النحاس باشا                                                                                             | من: 9 مايو 1936 حتى: 30 ديسمبر 1937                                                  | وزارة مصطفى النحاس باشا الثالثة        | مصطفى النحاس باشا                                                                   |                                                    |
| وزارة مصطفى النحاس باشا الرابعة      | مصطفى النحاس باشا                                                                                             | من: 9 مايو 1936 حتى: 30 ديسمبر 1937                                                  |                                        | مصطفى النحاس باشا                                                                   |                                                    |
|                                      | محمد محمود باشا                                                                                               | من: 30 ديسمبر 1937 حتى: 18 مايو 1938                                                 | وزارة محمد محمود باشا الثانية          | محمد محمود باشا                                                                     |                                                    |
| وزارة محمد محمود باشا الثالثة        | محمد محمود باشا                                                                                               | من: 30 ديسمبر 1937 حتى: 18 مايو 1938                                                 |                                        | محمد محمود باشا                                                                     |                                                    |
|                                      | أحمد لطفي السيد باشا                                                                                          | من: 18 مايو 1938 حتى: 24 يونيو 1938                                                  | وزارة محمد محمود باشا الثالثة          | محمد محمود باشا                                                                     |                                                    |
|                                      | محمود فهمي النقراشي باشا                                                                                      | من: 24 يونيو 1938 حتى: 18 أغسطس 1939                                                 | وزارة محمد محمود باشا الرابعة          | محمد محمود باشا                                                                     |                                                    |
|                                      | علي ماهر باشا                                                                                                 | من: 18 أغسطس 1939 حتى: 27 يونيو 1940                                                 | وزارة علي ماهر باشا الثانية            | علي ماهر باشا                                                                       |                                                    |
|                                      | محمود فهمي النقراشي باشا                                                                                      | من: 27 يونيو 1940 حتى: 2 سبتمبر 1940                                                 | وزارة حسن صبري باشا                    | حسن صبري باشا                                                                       |                                                    |
|                                      | حسن صبري باشا                                                                                                 | من: 2 سبتمبر 1940 حتى: 14 نوفمبر 1940                                                | وزارة حسن صبري باشا                    | حسن صبري باشا                                                                       |                                                    |
|                                      | حسين سري باشا                                                                                                 | من: 15 نوفمبر 1940 حتى: 4 فبراير 1942                                                | وزارة حسين سري باشا الأولى             | حسين سري باشا                                                                       |                                                    |
| وزارة حسين سري باشا الثانية          | حسين سري باشا                                                                                                 | من: 15 نوفمبر 1940 حتى: 4 فبراير 1942                                                |                                        | حسين سري باشا                                                                       |                                                    |
|                                      | مصطفى النحاس باشا                                                                                             | من: 4 فبراير 1942 حتى: 2 يونيو 1943                                                  | وزارة مصطفى النحاس باشا الخامسة        | مصطفى النحاس باشا                                                                   |                                                    |
| وزارة مصطفى النحاس باشا السادسة      | مصطفى النحاس باشا                                                                                             | من: 4 فبراير 1942 حتى: 2 يونيو 1943                                                  |                                        | مصطفى النحاس باشا                                                                   |                                                    |
|                                      | محمد فؤاد سراج الدين باشا                                                                                     | من: 2 يونيو 1943 حتى: 8 أكتوبر 1944                                                  | وزارة مصطفى النحاس باشا السادسة        | مصطفى النحاس باشا                                                                   |                                                    |
|                                      | أحمد ماهر باشا                                                                                                | من: 8 أكتوبر 1944 حتى: 24 فبراير 1945                                                | وزارة أحمد ماهر باشا الأولى            | أحمد ماهر باشا                                                                      |                                                    |
| وزارة أحمد ماهر باشا الثانية         | أحمد ماهر باشا                                                                                                | من: 8 أكتوبر 1944 حتى: 24 فبراير 1945                                                |                                        | أحمد ماهر باشا                                                                      |                                                    |
|                                      | محمود فهمي النقراشي باشا                                                                                      | من: 24 فبراير 1945 حتى: 15 فبراير 1946                                               | وزارة محمود فهمي النقراشي باشا الأولى  | محمود فهمي النقراشي باشا                                                            |                                                    |
|                                      | إسماعيل صدقي باشا                                                                                             | من: 16 فبراير 1946 حتى: 9 ديسمبر 1946                                                | وزارة إسماعيل صدقي باشا الثالثة        | إسماعيل صدقي باشا                                                                   |                                                    |
|                                      | محمود فهمي النقراشي باشا                                                                                      | من: 9 ديسمبر 1946 حتى: 28 ديسمبر 1948                                                | وزارة محمود فهمي النقراشي باشا الثانية | محمود فهمي النقراشي باشا                                                            |                                                    |
|                                      | إبراهيم عبد الهادي باشا                                                                                       | من: 28 ديسمبر 1948 حتى: 25 يوليو 1949                                                | وزارة إبراهيم عبد الهادي باشا          | إبراهيم عبد الهادي باشا                                                             |                                                    |
|                                      | حسين سري باشا                                                                                                 | من: 25 يوليو 1949 حتى: 12 يناير 1950                                                 | وزارة حسين سري باشا الثالثة            | حسين سري باشا                                                                       |                                                    |
| وزارة حسين سري باشا الرابعة          | حسين سري باشا                                                                                                 | من: 25 يوليو 1949 حتى: 12 يناير 1950                                                 |                                        | حسين سري باشا                                                                       |                                                    |
|                                      | محمد فؤاد سراج الدين باشا                                                                                     | من: 12 يناير 1950 حتى: 27 يناير 1952                                                 | وزارة مصطفى النحاس باشا السابعة        | مصطفى النحاس باشا                                                                   |                                                    |
|                                      | أحمد مرتضى المراغي بك                                                                                         | من: 27 يناير 1952 حتى: 2 يوليو 1952                                                  | وزارة علي ماهر باشا الثالثة            | علي ماهر باشا                                                                       |                                                    |
| وزارة أحمد نجيب الهلالي باشا الأولى  | أحمد مرتضى المراغي بك                                                                                         | من: 27 يناير 1952 حتى: 2 يوليو 1952                                                  | أحمد نجيب الهلالي باشا                 |                                                                                     |                                                    |
|                                      | محمد هاشم باشا                                                                                                | من: 2 يوليو 1952 حتى: 22 يوليو 1952                                                  | وزارة حسين سري باشا الخامسة            | حسين سري باشا                                                                       |                                                    |
|                                      | أحمد مرتضى المراغي باشا                                                                                       | من: 22 يوليو 1952 حتى: 23 يوليو 1952                                                 | وزارة أحمد نجيب الهلالي باشا الثانية   | أحمد نجيب الهلالي باشا                                                              |                                                    |
|                                      | علي ماهر باشا                                                                                                 | من: 24 يوليو 1952 حتى: 7 سبتمبر 1952                                                 | وزارة علي ماهر باشا الرابعة            | علي ماهر باشا                                                                       |                                                    |
|                                      | علي ماهر باشا                                                                                                 | من: 24 يوليو 1952 حتى: 7 سبتمبر 1952                                                 | وزارة علي ماهر باشا الرابعة            | علي ماهر باشا                                                                       |                                                    |
|                                      | سليمان حافظ                                                                                                   | من: 8 سبتمبر 1952 حتى: 18 يونيو 1953                                                 | وزارة محمد نجيب الأولى                 | محمد نجيب                                                                           |                                                    |
|                                      | جمال عبد الناصر                                                                                               | من: 18 يونيو 1953 حتى: 6 أكتوبر 1953                                                 | وزارة محمد نجيب الثانية                | محمد نجيب                                                                           |                                                    |
|                                      | زكريا محيي الدين                                                                                              | من: 6 أكتوبر 1953 حتى: 22 فبراير 1958                                                | وزارة محمد نجيب الثانية                | محمد نجيب                                                                           |                                                    |
| وزارة جمال عبد الناصر الأولى         | زكريا محيي الدين                                                                                              | من: 6 أكتوبر 1953 حتى: 22 فبراير 1958                                                | جمال عبد الناصر                        |                                                                                     |                                                    |
| وزارة محمد نجيب الثالثة              | زكريا محيي الدين                                                                                              | من: 6 أكتوبر 1953 حتى: 22 فبراير 1958                                                | محمد نجيب                              |                                                                                     |                                                    |
| وزارة جمال عبد الناصر الثانية        | زكريا محيي الدين                                                                                              | من: 6 أكتوبر 1953 حتى: 22 فبراير 1958                                                | جمال عبد الناصر                        |                                                                                     |                                                    |
| وزارة جمال عبد الناصر الثالثة        | زكريا محيي الدين                                                                                              | من: 6 أكتوبر 1953 حتى: 22 فبراير 1958                                                | جمال عبد الناصر                        |                                                                                     |                                                    |
|                                      | زكريا محيي الدين (وزير الداخلية للإقليم المصري) عبد الحميد السراج (وزير الداخلية للإقليم السوري)              | من: 6 مارس 1958 حتى: 7 أكتوبر 1958                                                   | جمال عبد الناصر                        | وزارة جمال عبد الناصر الرابعة                                                       |                                                    |
|                                      | زكريا محيي الدين (وزير الداخلية بالوزارة المركزية) عباس رضوان (وزير الداخلية بالمجلس التنفيذي للإقليم المصري) |                                                                                      | من: 7 أكتوبر 1958 حتى: 16 أغسطس 1961   | وزارة نور الدين طراف (المجلس التنفيذي للإقليم المصري) وزارة جمال عبد الناصر الخامسة | نور الدين طراف رئيس المجلس التنفيذي للإقليم المصري |
|                                      | زكريا محيي الدين (وزير الداخلية بالوزارة المركزية) عباس رضوان (وزير الداخلية بالمجلس التنفيذي للإقليم المصري) | وزارة كمال الدين حسين (المجلس التنفيذي للإقليم المصري) وزارة جمال عبد الناصر السادسة | من: 7 أكتوبر 1958 حتى: 16 أغسطس 1961   | كمال الدين حسين رئيس المجلس التنفيذي للإقليم المصري                                 |                                                    |
|                                      | عباس رضوان |                                                                                      | من: 16 أغسطس 1961 حتى: 28 سبتمبر 1961  | وزارة جمال عبد الناصر السابعة                                                       | جمال عبد الناصر                                    |
|                                      | زكريا محيي الدين                                                                                              |                                                                                      | من: 18 أكتوبر 1961 حتى: 29 سبتمبر 1962 | وزارة جمال عبد الناصر الثامنة                                                       | جمال عبد الناصر                                    |
|                                      | عبد العظيم فهمي                                                                                               | من: 29 سبتمبر 1962 حتى: 1 أكتوبر 1965                                                | وزارة علي صبري الأولى                  | علي صبري                                                                            |                                                    |
| وزارة علي صبري الثانية               | عبد العظيم فهمي                                                                                               | من: 29 سبتمبر 1962 حتى: 1 أكتوبر 1965                                                |                                        | علي صبري                                                                            |                                                    |
|                                      | زكريا محيي الدين                                                                                              | من: 1 أكتوبر 1965 حتى: 10 سبتمبر 1966                                                | وزارة زكريا محيي الدين                 | زكريا محيي الدين                                                                    |                                                    |
|                                      | شعراوي جمعة                                                                                                   |                                                                                      | من: 10 سبتمبر 1966 حتى: 14 مايو 1971   | وزارة صدقي سليمان                                                                   | محمد صدقي سليمان                                   |
|                                      | شعراوي جمعة                                                                                                   |                                                                                      | من: 10 سبتمبر 1966 حتى: 14 مايو 1971   | وزارة صدقي سليمان                                                                   | محمد صدقي سليمان                                   |
|                                      | شعراوي جمعة                                                                                                   |                                                                                      | من: 10 سبتمبر 1966 حتى: 14 مايو 1971   | وزارة صدقي سليمان                                                                   | محمد صدقي سليمان                                   |
| وزارة جمال عبد الناصر التاسعة        | شعراوي جمعة                                                                                                   | جمال عبد الناصر                                                                      | من: 10 سبتمبر 1966 حتى: 14 مايو 1971   |                                                                                     |                                                    |
| وزارة جمال عبد الناصر العاشرة        | شعراوي جمعة                                                                                                   | جمال عبد الناصر                                                                      | من: 10 سبتمبر 1966 حتى: 14 مايو 1971   |                                                                                     |                                                    |
| وزارة محمود فوزي الأولى              | شعراوي جمعة                                                                                                   | محمود فوزي                                                                           | من: 10 سبتمبر 1966 حتى: 14 مايو 1971   |                                                                                     |                                                    |
| وزارة محمود فوزي الثانية             | شعراوي جمعة                                                                                                   | محمود فوزي                                                                           | من: 10 سبتمبر 1966 حتى: 14 مايو 1971   |                                                                                     |                                                    |
|                                      | ممدوح سالم | محمود فوزي                                                                           | من: 14 مايو 1971 حتى: 16 أبريل 1975    | وزارة محمود فوزي الثالثة                                                            |                                                    |
| وزارة محمود فوزي الرابعة             | ممدوح سالم | محمود فوزي                                                                           | من: 14 مايو 1971 حتى: 16 أبريل 1975    |                                                                                     |                                                    |
|                                      | ممدوح سالم | وزارة عزيز صدقي                                                                      | من: 14 مايو 1971 حتى: 16 أبريل 1975    | عزيز صدقي                                                                           |                                                    |
|                                      | ممدوح سالم | وزارة أنور السادات الأولى                                                            | من: 14 مايو 1971 حتى: 16 أبريل 1975    | محمد أنور السادات                                                                   |                                                    |
|                                      | ممدوح سالم | وزارة أنور السادات الثانية                                                           | من: 14 مايو 1971 حتى: 16 أبريل 1975    | محمد أنور السادات                                                                   |                                                    |
| وزارة عبد العزيز حجازي               | ممدوح سالم | عبد العزيز حجازي                                                                     | من: 14 مايو 1971 حتى: 16 أبريل 1975    |                                                                                     |                                                    |
|                                      | السيد حسين فهمي                                                                                               | من: 16 أبريل 1975 حتى: 3 فبراير 1977                                                 | وزارة ممدوح سالم الأولى                | ممدوح سالم                                                                          |                                                    |
| وزارة ممدوح سالم الثانية             | السيد حسين فهمي                                                                                               | من: 16 أبريل 1975 حتى: 3 فبراير 1977                                                 |                                        | ممدوح سالم                                                                          |                                                    |
| وزارة ممدوح سالم الثالثة             | السيد حسين فهمي                                                                                               | من: 16 أبريل 1975 حتى: 3 فبراير 1977                                                 |                                        | ممدوح سالم                                                                          |                                                    |
|                                      | ممدوح سالم | من: 3 فبراير 1977 حتى: 26 أكتوبر 1977                                                | وزارة ممدوح سالم الثالثة               | ممدوح سالم                                                                          |                                                    |
|                                      | محمد نبوي إسماعيل                                                                                             | من: 26 أكتوبر 1977 حتى: 3 يناير 1982                                                 | وزارة ممدوح سالم الرابعة               | ممدوح سالم                                                                          |                                                    |
| وزارة ممدوح سالم الخامسة             | محمد نبوي إسماعيل                                                                                             | من: 26 أكتوبر 1977 حتى: 3 يناير 1982                                                 |                                        | ممدوح سالم                                                                          |                                                    |
| وزارة مصطفى خليل الأولى              | محمد نبوي إسماعيل                                                                                             | من: 26 أكتوبر 1977 حتى: 3 يناير 1982                                                 | مصطفى خليل                             |                                                                                     |                                                    |
| وزارة مصطفى خليل الثانية             | محمد نبوي إسماعيل                                                                                             | من: 26 أكتوبر 1977 حتى: 3 يناير 1982                                                 | مصطفى خليل                             |                                                                                     |                                                    |
| وزارة أنور السادات الثالثة           | محمد نبوي إسماعيل                                                                                             | من: 26 أكتوبر 1977 حتى: 3 يناير 1982                                                 | محمد أنور السادات                      |                                                                                     |                                                    |
| وزارة حسني مبارك                     | محمد نبوي إسماعيل                                                                                             | من: 26 أكتوبر 1977 حتى: 3 يناير 1982                                                 | محمد حسني مبارك                        |                                                                                     |                                                    |
|                                      | حسن أبو باشا                                                                                                  | من: 3 يناير 1982 حتى: 5 يونيو 1984                                                   | وزارة فؤاد محيي الدين الأولى           | أحمد فؤاد محيي الدين                                                                |                                                    |
| وزارة فؤاد محيي الدين الثانية        | حسن أبو باشا                                                                                                  | من: 3 يناير 1982 حتى: 5 يونيو 1984                                                   |                                        | أحمد فؤاد محيي الدين                                                                |                                                    |
|                                      | أحمد رشدي | من: 5 يونيو 1984 (بالنيابة) 16 يوليو 1984 (فعلياً) حتى: 28 فبراير 1986                | وزارة كمال حسن علي                     | كمال حسن علي                                                                        |                                                    |
| وزارة علي لطفي                       | أحمد رشدي | من: 5 يونيو 1984 (بالنيابة) 16 يوليو 1984 (فعلياً) حتى: 28 فبراير 1986                | علي لطفي                               |                                                                                     |                                                    |
|                                      | زكي بدر | من: 28 فبراير 1986 حتى: 12 يناير 1990                                                | علي لطفي                               | وزارة علي لطفي                                                                      |                                                    |
| وزارة عاطف صدقي الأولى               | زكي بدر | من: 28 فبراير 1986 حتى: 12 يناير 1990                                                | عاطف صدقي                              |                                                                                     |                                                    |
| وزارة عاطف صدقي الثانية              | زكي بدر | من: 28 فبراير 1986 حتى: 12 يناير 1990                                                | عاطف صدقي                              |                                                                                     |                                                    |
|                                      | محمد عبد الحليم موسى                                                                                          | من: 12 يناير 1990 حتى: 18 أبريل 1993                                                 | عاطف صدقي                              | وزارة عاطف صدقي الثانية                                                             |                                                    |
|                                      | حسن الألفي | من: 18 أبريل 1993 حتى: 18 نوفمبر1997                                                 | عاطف صدقي                              | وزارة عاطف صدقي الثانية                                                             |                                                    |
| وزارة عاطف صدقي الثالثة              | حسن الألفي | من: 18 أبريل 1993 حتى: 18 نوفمبر1997                                                 | عاطف صدقي                              |                                                                                     |                                                    |
| وزارة كمال الجنزوري الأولى           | حسن الألفي | من: 18 أبريل 1993 حتى: 18 نوفمبر1997                                                 | كمال الجنزوري                          |                                                                                     |                                                    |
| من: 18 نوفمبر1997 حتى: 29 يناير 2011 | حسن الألفي | وزارة كمال الجنزوري الأولى                                                           | كمال الجنزوري                          |                                                                                     |                                                    |
| من: 18 نوفمبر1997 حتى: 29 يناير 2011 | حبيب العادلي                                                                                                  | وزارة كمال الجنزوري الأولى                                                           | كمال الجنزوري                          |                                                                                     |                                                    |
| من: 18 نوفمبر1997 حتى: 29 يناير 2011 | وزارة عاطف عبيد                                                                                               | عاطف عبيد                                                                            |                                        |                                                                                     |                                                    |
| من: 18 نوفمبر1997 حتى: 29 يناير 2011 | وزارة أحمد نظيف الأولى                                                                                        | أحمد نظيف                                                                            |                                        |                                                                                     |                                                    |
| من: 18 نوفمبر1997 حتى: 29 يناير 2011 | وزارة أحمد نظيف الثانية                                                                                       | أحمد نظيف                                                                            |                                        |                                                                                     |                                                    |
|                                      | محمود وجدي | من: 31 يناير 2011 حتى: 3 مارس 2011                                                   | وزارة أحمد شفيق                        | أحمد شفيق                                                                           |                                                    |
|                                      | منصور العيسوي                                                                                                 | من: 7 مارس 2011 حتى: 21 نوفمبر 2011                                                  | وزارة عصام شرف                         | عصام شرف                                                                            |                                                    |
|                                      | محمد إبراهيم يوسف                                                                                             | من: 7 ديسمبر 2011 حتى: 25 يونيو 2012                                                 | وزارة كمال الجنزوري الثانية            | كمال الجنزوري                                                                       |                                                    |
|                                      | أحمد جمال الدين                                                                                               | من: 2 أغسطس 2012 حتى: يناير 2013                                                     | وزارة هشام قنديل                       | هشام قنديل                                                                          |                                                    |
|                                      | محمد إبراهيم مصطفى                                                                                            | من: يناير 2013 حتى: مارس 2015                                                        | وزارة هشام قنديل                       | هشام قنديل                                                                          |                                                    |
| وزارة حازم الببلاوي                  | محمد إبراهيم مصطفى                                                                                            | من: يناير 2013 حتى: مارس 2015                                                        | حازم الببلاوي                          |                                                                                     |                                                    |
| وزارة إبراهيم محلب الأولى            | محمد إبراهيم مصطفى                                                                                            | من: يناير 2013 حتى: مارس 2015                                                        | إبراهيم محلب                           |                                                                                     |                                                    |
| وزارة إبراهيم محلب الثانية           | محمد إبراهيم مصطفى                                                                                            | من: يناير 2013 حتى: مارس 2015                                                        | إبراهيم محلب                           |                                                                                     |                                                    |
|                                      | مجدي عبد الغفار                                                                                               | من: مارس 2015 حتى: 5 يونيو 2018                                                      | إبراهيم محلب                           | وزارة إبراهيم محلب الثانية                                                          |                                                    |
| وزارة شريف إسماعيل                   | مجدي عبد الغفار                                                                                               | من: مارس 2015 حتى: 5 يونيو 2018                                                      | شريف إسماعيل                           |                                                                                     |                                                    |
|                                      | محمود توفيق                                                                                                   | من: 14 يونيو 2018 حتى الآن                                                           | وزارة مصطفى مدبولي الأولى              | مصطفى مدبولي                                                                        |                                                    |
| وزارة مصطفى مدبولي الثانية           | محمود توفيق                                                                                                   | من: 14 يونيو 2018 حتى الآن                                                           |                                        | مصطفى مدبولي                                                                        |                                                    |